# Бунсеи
Бунсеи (文政) је јапанска ера (ненко) која је настала после Бунка и пре Тенпо ере. Временски је трајала од априла 1818. до децембра 1830. године и припадала је Едо периоду. Владајући монарх био је цар Нинко. Нова ера именована је у част крунисања новог цара.
Нови назив ере је извучен из афоризма који се приписује цару Шуну (大舜), једним од пет легендарних царева Кине: "Шун тумачи небеса и тако уједињује седам влада." (舜察天文、斉七政).

## Важнији догађајиБунсеиере
- 1822. (Бунсеи 5): У граду Еду се у року од три дана десило више од 150 потреса.[2]
- 11. август 1823. (Бунсеи 6, шести дан седмог месеца): Немачки биолог Филип Франц фон Зиболд долази у луку Деџима као нови лекар за холандску базу у Нагасакију. Током свог боравка записује своја запажња и оставља важне текстове за оријенталисте и јапанологе 19. века о култури и обичајима Јапана. Његови текстови и данас су предмет проучавања модерних историчара.[3]
- 13. август 1830. (Бунсеи 13, двадесетпети дан шестог месеца): Земљотрес у Кјоту.[4]